# Fear Below
Fear Below é um filme australiano de 2025, dos gêneros ação, aventura e terror, dirigido por Matthew Holmes. O longa é estrelado por Hermione Corfield, Jake Ryan e Jacob Junior Nayinggul. A história acompanha mergulhadores nos anos 1940, contratados para recuperar um carro afundado em um rio australiano, enfrentando criminosos e um tubarão-touro agressivo que protege um valioso carregamento de ouro.

## Enredo
Em 1946, uma empresa de mergulho recebe a missão de resgatar um veículo submerso em um rio remoto. Durante a operação, descobrem que o carro transportava ouro roubado e está sendo vigiado por uma fêmea de tubarão-touro. O que parecia uma simples missão se torna um jogo mortal, quando criminosos também surgem para recuperar o tesouro perdido.

## Elenco
- Hermione Corfield como Clara Bennett
- Jake Ryan como Dylan "Bull" Maddock
- Jacob Junior Nayinggul como Jimmy Barriakada
- Arthur Angel como Ernie Morgan
- Josh McConville como Janusz Wojcik
- Maximillian Johnson como Shaun Cullen
- Clayton Watson como Bob Drummond
- Will Fletcher como Sargento Potter
- Kevin Dee como Dwight Lewis
- Tom Beaurepaire como Paul Whitemore
- Sam Parsonson como Frank Sturgess

## Produção
O filme foi anunciado em 2022 pela produtora australiana Bronte Pictures. As filmagens tiveram início em Victoria, mas foram transferidas para Goondiwindi, Queensland, devido a inundações. A pós-produção foi realizada nos estúdios da Screen Queensland. A Odin’s Eye Entertainment adquiriu os direitos internacionais durante o American Film Market.
O diretor Matthew Holmes optou por efeitos práticos, animatrônicos e cenários reais subaquáticos, em vez de CGI, para dar mais autenticidade à obra.

## Lançamento
A estreia ocorreu no Monster Fest em outubro de 2024, sendo bem recebida pelo público e pela crítica especializada. O lançamento comercial foi realizado em 15 de maio de 2025, com distribuição da Blue Fox Entertainment.

## Recepção
Segundo a distribuidora e relatos da imprensa australiana, o filme foi elogiado pela tensão constante e pela ambientação de época. Sites especializados em cinema de gênero destacaram a originalidade da trama ao combinar terror aquático com um pano de fundo histórico de pós-guerra.